# Aborichthys uniobarensis
Aborichthys uniobarensis — вид коропоподібних риб родини Nemacheilidae. Описаний у 2021 році.

## Назва
Назва виду походить від латинського unio, що означає «злиття», а barensis відноситься до вертикальних похилих смуг уздовж тіла, натякаючи на декілька парних смуг, зрощених дорсально.

## Поширення
Ендемік Індії. Описаний з потоку Сенкхі у верхній частині басейну Брахмапутри у штаті Аруначал-Прадеш.

## Опис
Тіло завдовжки до 8,4 см. Діагностується серед близьких видів за наявністю 6–14 зрощених косих смуг уздовж дорсо-латерального краю тіла (проти рідко зрощених). Крім того, він відрізняється від усіх родичів наступною комбінацією ознак: 21–28 косих смужок на тілі; спинний і черевний жирові гребені низькі; анальний отвір ближче до кінчика морди, ніж до основи хвостового плавця; хвостовий плавець овальної форми з верхня половина більш розширена, ніж нижня, і складається з двох концентричних чорних або світло-коричневих смуг у самця.